# Maison Albert-Furness
La maison Albert-Furness, du nom de son premier propriétaire, aussi appelée Trafalgar Lodge, est un exemple rare au Québec de villa néo-gothique. Elle est située au 3021 avenue Trafalgar, dans le quartier historique de Westmount.

## Histoire

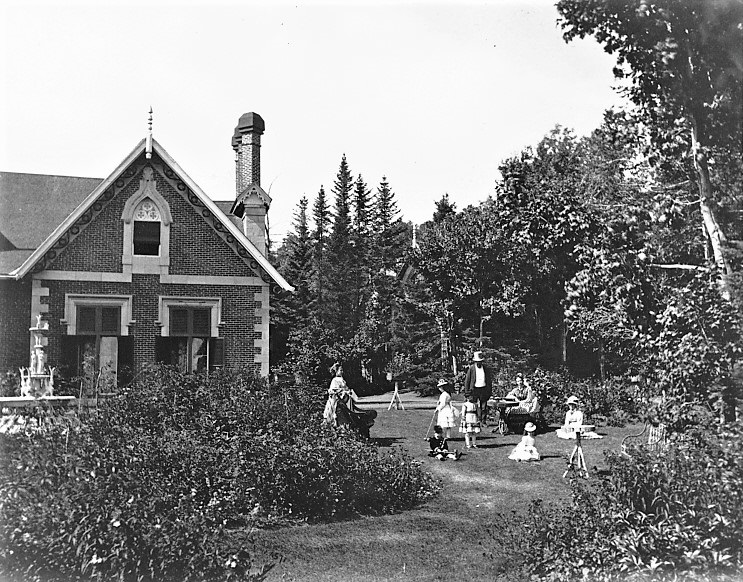
Profiter du plein air, vers 1872

Cette demeure a été conçue par l’architecte torontois John George Howard (en) et construite en 1848 pour Albert Furness.
Elle a subi des travaux d'agrandissement en 1946 selon les plans des architectes E. I. Barrot, Lorne Eric Marshall et John Campbell Merrett (en) puis, à nouveau en 1951  selon les plans de Gordon Reed.
Cette résidence a été désignée lieu historique national du Canada en 1990,.